# IC 947
IC 947 је елиптична галаксија у сазвјежђу Дјевица која се налази на листи објеката дубоког неба у Индекс каталогу.
Деклинација објекта је + 0° 49' 5" а ректасцензија 13h 52m 35,8s. Привидна величина (магнитуда) објекта IC 947 износи 12,9 а фотографска магнитуда 13,9. IC 947 је још познат и под ознакама UGC 8784, MCG 0-35-23, CGCG 17-85, near SAO 120146 (7.6), PGC 49287.